# Karel Driml
Karel Driml (2. ledna 1891 Choceň – 20. října 1929 Praha-Královské Vinohrady) byl český lékař, popularizátor zdravotnických poznatků, spisovatel a dramatik. Redigoval odborné časopisy a přispíval články do denního tisku. Proslavil se jako autor básní, povídek a loutkových her, ve kterých vedl děti ke zdravému životnímu stylu.

## Život
Narodil se 2. ledna 1891 v Chocni jako syn učitele. V roce 1914 absolvoval pražskou lékařskou fakultu a do roku 1919 na ní působil jako asistent. Studoval organizaci veřejného zdravotnictví v USA, Kanadě, Anglii a Francii. Roku 1920 byl na studijním pobytu na Johns Hopkins University v Baltimore.
Po návratu přijal zaměstnání na ministerstvu zdravotnictví, kde se s úspěchem věnoval popularizaci poznatků. Svou činností probudil široký zájem veřejnosti o zdravotnické otázky. Redigoval časopisy Výživa, Zdraví lidu a Hygiena. Pořádal hygienickou expozici na Pražských veletrzích a na kulturní výstavě v Brně. Psal články do Národních listů. Díky literárnímu nadání se stal známým autorem básniček, povídek a především loutkových her, zaměřených na propagaci zdravého životního stylu u dětí (viz níže).
Nezapomněl ani na rodné město. V Chocni vznikl roku 1922 jeho zásluhou odbor Masarykovy ligy proti tuberkulóze, který finančně podporoval místní spolek na ochranu matek a dětí a přispíval na mléko pro chudou školní mládež.
Byl rovněž činný v Československém červeném kříži, pro který tvořil zdravotně-popularizační filmy.
Jeho posledním úkolem na ministerstvu zdravotnictví bylo, vybudovat oddělení pro propagaci a zdravotní výchovu při Státním zdravotním ústavu. 20. října 1929 ale náhle zemřel. Byl pohřben na Vinohradském hřbitově.

## Dílo
Driml dokázal spojit odborné znalosti s literárním talentem a praktickým přístupem k šíření poznatků. Zaměřil se zejména na děti. Velmi oblíbené byly jeho říkanky, ale psal i povídky a především loutkové hry, které pokládal za nejvhodnější způsob, jakým oslovit tuto věkovou skupinu. Díla mají výchovně osvětovou tendenci; v některých pozdějších hrách, např. Asinus nebo Šuki a Muki, ale přešel od bezprostředního poučování k vyjádření humanistických ideálů uměleckými prostředky.
K jeho pracím patří např.:
- Odborné texty a přednášky
  - Chcete být zdrávi? : články pro mládež (1924)
  - Boj proti tuberkulose : Přednáškový doprovod k serii obrazů, vydaných hygienickým museem v Drážďanech (1926)
  - Úkol lékaře při šíření zdravotnické výchovy (1927)
  - Domácí zdravotnictví pro ženy (1928)
  - Otylost, její nejčastější příčiny a životosprávná léčba (1928)
  - Dětský cirkus : Zábavný tělocvik pro mateřské školky, tělovýchovné organisace, nižší třídy škol obecných i pro domácnost (1929)
  - Jak možno prodloužiti lidský život? (1929)
- Básně
  - Zdravotní říkánky (1929)
- Loutkové hry
  - Bacilínek : Veselá tragédie pro malé i velké : O zdraví a o nemoci o 4 jedn. s předehrou (1923), nejúspěšnější loutková hra, seznamující děti se zásadami prevence tuberkulózy[5]
  - Brok a Flok : Psí historie o čtyřech dějstvích (1923), o prevenci vztekliny[5]
  - Budulínka bolí zoubek : Zábavně-výchovný loutkový výstup pro školní mládež (1924); vydáno rovněž v německé verzi jako Bubi hat Zahnschmerzen : Ein Puppenspiel für die Schuljugend (1926), oboje v knižní verzi s ilustracemi Karla Štapfera
  - Čínské zrcadlo : Pohádková divadelní hra pro mládež o 6 obrazech s prologem (1926), o očkování proti neštovicím[5]
  - Král Asinus : Hra pro marionety dřevěné i živé o 6 jedn. (1924)
  - Princezna Bledule : Komedie o 4 děj. (1925), o významu správné výživy[5]
  - Dům na výsluní : Hra o třech dějstvích (1926)
  - Kuchařinky : Pro pět dívek výstup malý, aby to, co jedí znaly (1927)
  - Dobrý duch Tater : Dětská divadelní pohádka o jednom dějství (1928)
  - Šuki a Muki čili Čarovné bačkory : Divadelní pohádka o 4 dějstvích (1928)
  - Kdo je pro a kdo je proti? : Čili rokování o obecním vodovodu (1929)
  - V ordinaci : Pro šest chlapců povídání, jak si člověk zdraví chrání (1929)
  - Kašpárkovy zdravotnické táčky : Kašpárkovy výstupy pro loutkové, maňáskové, bramborové a dětské divadlo (20. léta, ilustroval Josef Lada)
- Filmy
  - Procitnutí ženy : Jedinečný český velkofilm z oboru hygieny ženy (1926)[9][10]

Divadelní hry tvořil s ohledem na možnosti a schopnosti amatérských souborů, případně žáků při školních představeních. Přizpůsobil postavu Kašpárka potřebám moderní doby: zatímco ten obrozenecký Matěje Kopeckého vedl diváky k národnímu uvědomění, Drimlův učil děti žít zdravě.